# Objectiu: Hamàs
Objectiu: Hamàs (títol original en anglès, The Engineer) és una pel·lícula d'acció estatunidenca del 2023 escrita per Kosta Kondilopoulous, dirigida per Danny A. Abeckaser i protagonitzada per Emile Hirsch. S'ha doblat i subtitulat al català.
El càsting oficial de Hirsch com a protagonista es va anunciar el juny de 2022. La pel·lícula es va estrenar el 18 d'agost de 2023.

## Sinopsi
La pel·lícula narra la caça humana més gran de la història d'Israel per trobar Yahya Ayyash, el creador de bombes que va supervisar un grup de tropes suïcides a Israel a mitjans de la dècada de 1990.

## Repartiment
- Emile Hirsch com a Etan
- Angel Bonanni com a Avi
- Danny A. Abeckaser com a Yakov
- Tzachi Halevy com a Gili
- Oshri Cohen[2]
- Dan Mor com a Tamas
- Omer Hazan com a Levi
- Stefani Yunger[2]
- Kyle Stefanski com a Henry
- Yarden Toussia-Cohen com a Fanni
- Adam Haloon com a l'Enginyer
- Lee Keinan com a Al-Soowi
- Robert Davi com el senador David Adler[2]